# Appel aux vivants
Appel aux vivants est un essai de Roger Garaudy publié le 1er octobre 1979 aux éditions du Seuil et ayant reçu le prix des Deux Magots l'année suivante,.

## Contexte
Après son exclusion du Parti communiste, Roger Garaudy se rapproche des milieux régionalistes et écologistes. Il annonce même son souhait de présenter sa candidature à l'élection présidentielle française de 1981 en publiant en mai 1979 son livre Appel aux vivants. Une association du même nom est créée, et cette candidature est débattue, parmi d'autres, à l'occasion des assises de Lyon du Mouvement d'écologie politique qui se tiennent en mai 1980 : au terme d'une élection primaire, c'est toutefois la candidature de Brice Lalonde qui est retenue, tandis que Roger Garaudy défendait, selon l'historien Alexis Vrignon qui a étudié les archives de l'époque, une « critique naturiste et conservatrice du progrès ».

## Contenu
Dans ce livre, Garaudy se livre à une critique de la notion de croissance économique et, partant de là, il critiqua l'individualisme et le rationalisme philosophiques occidentaux, qu'il affirme avoir coupé l'homme de sa nature.
Dans le chapitre suivant, il décrit différents systèmes philosophiques, théologiques et religieux tels que le Zoroastrisme, l'Hindouisme, le Bouddhisme zen et le Christianisme, écrivant comment ces systèmes œuvrent à défendre une vision holistique de l'humain, intégrant sa personnalité entière au-delà de sa raison pure, l'aidant à dépasser son égo, l'intégrant dans l'ensemble de toutes choses et dans sa communauté.
Finalement, dans le troisième chapitre, il reprend les thèmes du premier et s'attaque à ce qu'il qualifie de gaspillage dans l'économie occidentale, que ce soit gaspillage en ressources ou bien en potentialités humaines. Il défend la sobriété économique, l’autogestion et la non-violence. Il achève en présentant sa candidature aux élections présidentielles de 1981.

## Éditions
- Appel aux vivants, éditions du Seuil, 1979  (ISBN 2-02-005322-5).